# Storkau (bij Weißenfels)
Storkau is een plaats en voormalige gemeente in de Duitse deelstaat Saksen-Anhalt en maakt deel uit van de gemeente Weißenfels in de Landkreis Burgenlandkreis.
Storkau telt 581 inwoners.

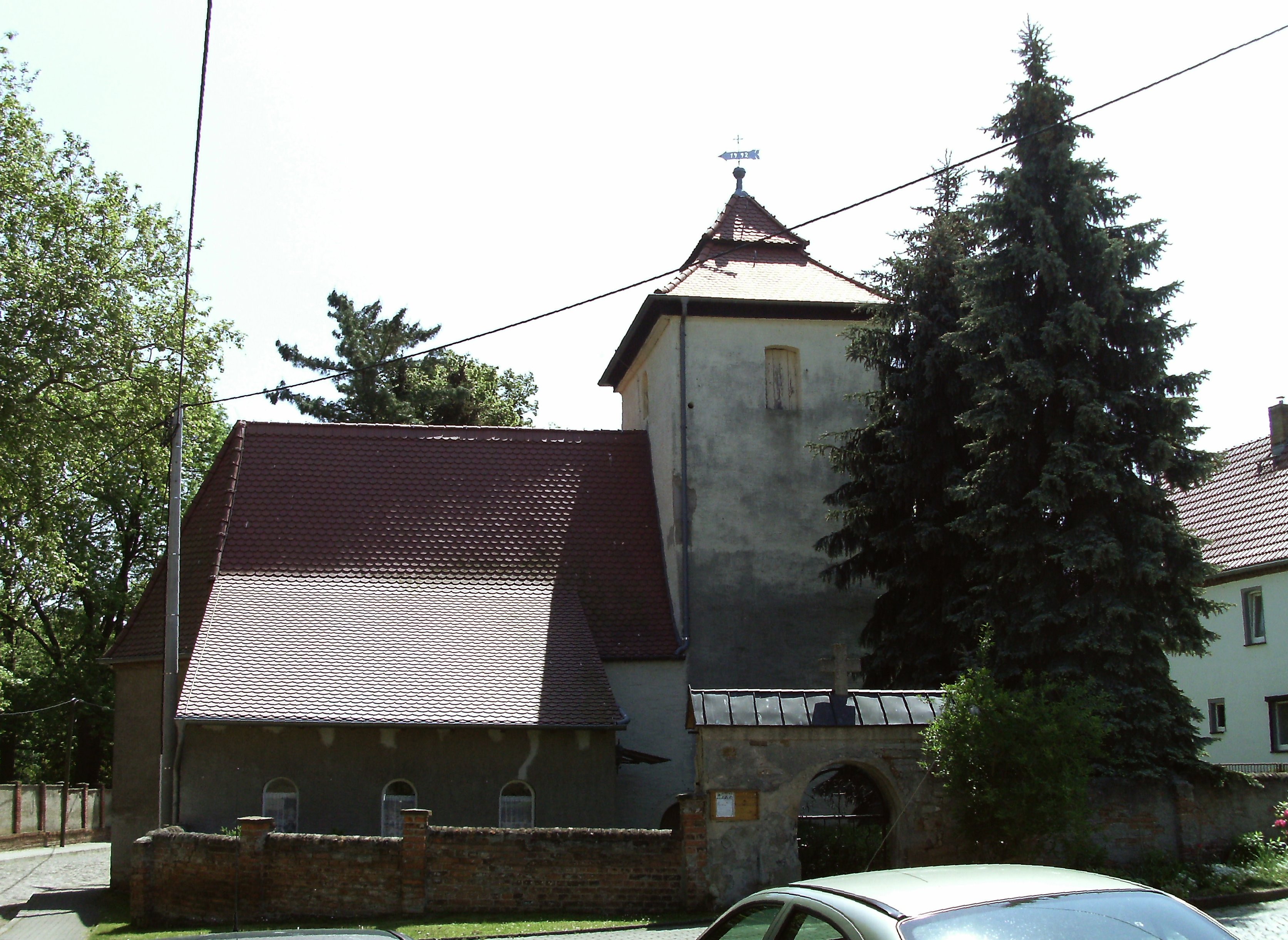
Kerk in Storkau
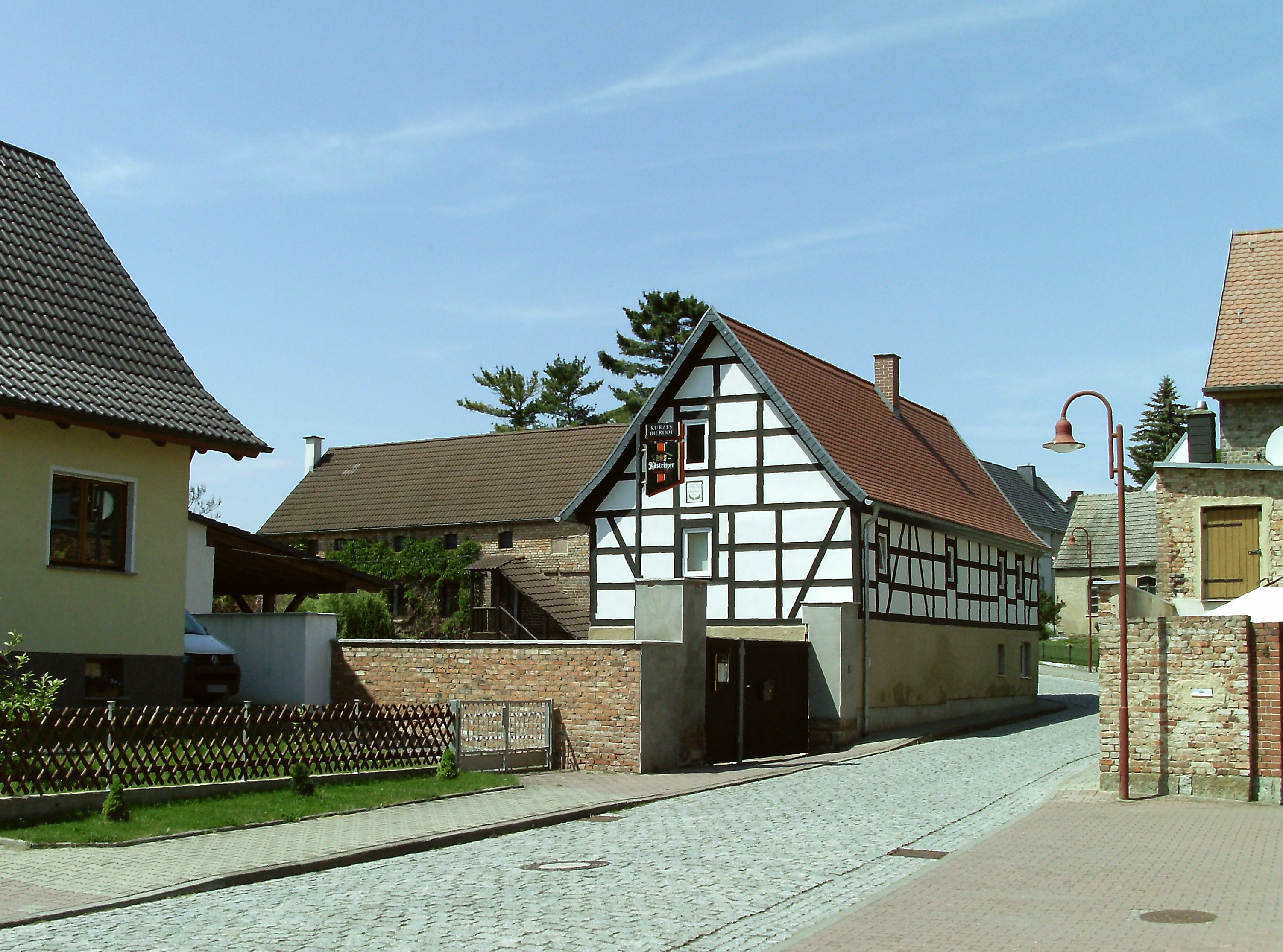
Storkau